# Константин Йованович
Константин Йованович (13 січня 1849, Відень — 15 лютого 1923, Цюрих; серб.: Konstantin A. Jovanovic, Константин А. Јовановић) — сербський архітектор болгарського походження (за Еліцею Ілчевою), відомий своїм оригінальним дизайном парламентських будівель Народних зборів Болгарії та Скупщини Сербії, як і низкою інших визначних споруд. 
Окрім архітектурної діяльності займався також теорією архітектури, писав наукові праці, був фотографом .
Старший син першого сербського фотографа і літографа Анастаса Йовановича. Учень відомого німецького архітектора і теоретика мистецтва Ґотфріда Земпера (по Цюрихській політехніці).

## Роботи

### У Софії
- Будівля Народних зборів Болгарії (1884).